# Sandwich and a Soda
"Sandwich and a Soda" är en låt framförd av den kanadensiska sångaren Tamia, inspelad till hennes kommande sjätte studioalbum Love Life (2015). Den skrevs av Tamia själv med ytterligare låttext skapad av Alicia Renee Williams, Andrew Wansel, Warren Felder, Autoro Whitfield och Stephen Mostyn. "Sandwich and a Soda" producerades av Wansel och Felder, bättre kända som produktionsduon Pop & Oak. Låten beskriver en förälskelse där framföraren vill servera sin partner med allt han behöver och göra honom till sin "kung". 
"Sandwich and a Soda" möjliggjordes för digital nedladdning som huvudsingeln från Love Life 24 februari 2015. Singeln blev Tamias första utgivna på Def Jam och hennes första utgivning på ett större skivbolag sedan 2006 då hon blev indieartist och grundade sitt eget skivbolag. Vid utgivningen mottog låten positiv kritik från professionella musikjournalister som prisade sångarens nya musikaliska inriktning och beskrev kompositionen som "sensuell" och "fräsch". Musikvideon till "Sandwich and a Soda" regisserades av Ryan Pallotta och hade premiär på Tamias officiella VEVO-kanal 17 april 2015.

## Bakgrund och utgivning
I augusti 2014 meddelade den amerikanska tidskriften Billboard att Tamia skrivit på för skivbolaget Def Jam. Det markerade hennes återkomst till ett större bolag efter att hon gett ut studioalbumen Between Friends (2006) och Beautiful Surprise (2012) som indieartist.
Den 4 februari 2015 laddade Tamia upp ett fragment av "Sandwich and a Soda" på sitt officiella Instagram-konto. Den 24 februari 2015 gjordes låten möjlig för digital nedladdning via iTunes och Amazon.com. I USA skickades den även till radiostationer som spelar formatet Urban AC.

## Inspelning och komposition
"Sandwich and a Soda" producerades av Andrew Wansel och Warren Okay Felder, kända som produktionsduon Pop & Oak. Låten skrevs av Tamia, Alicia Renee Williams, Andrew Wansel, Warren Felder, Autoro Whitfield och Stephen Mostyn.
"Sandwich and a Soda" är en R&B-låt i midtempo som har en speltid på tre minuter och tretton sekunder. Låten beskriver en förälskelse där framföraren vill servera sin partner med allt han behöver och göra honom till sin "kung". En recensent för webbplatsen FDRMX ansåg att Pop & Oak skapade en "atmosfär som glöder av förförelse" och beskrev låten som "fräsch" och ett "steg i rätt riktning" för Tamia. I refrängen sjunger framföraren: "I can make you feel good, and when it's all over/ I'ma fluff your pillow baby, bring you a sandwich and a soda".

## Mottagande
En skribent för webbplatsen Singersroom beskrev låten som "tillbakalutad" och "mysig" och ansåg att den utstrålade känsla utan att Tamia behövde använda ett allt för kraftfullt sångframträdande. FDRMX var positiva till låten och skrev: "De samtida vibbarna fläktar under låtens sexiga och förföriska gång, vilket gör det här till en perfekt första singel. Låten ger en känslan att vilja träffas men i hemlighet. Tamia har uppenbarligen väldigt roligt med att beskriva vad hon kräver: 'If you want to ride these curves/ Hop in your Chevy Nova.' Det här är hennes absolut bästa singel sedan 'Stranger in My House' (2001). Den här hitsingeln kommer få mycket uppmärksamhet framöver och kommer att höras överallt." Soul Tracks ansåg att "Sandwich and a Soda" var ett försök att nå en yngre målgrupp, med influenser lånade från hiphop-genren och en sexig låttext. Recensenten avslutade: "Hon bevisar att hon verkligen kan sjunga och det kommer bli intressant att höra hur fansen reagerar på den här nya singeln".

## Musikvideo

### Bakgrund och handling
Musikvideon till "Sandwich and a Soda" regisserades av Ryan Pallotta och hade premiär på Tamias officiella VEVO-kanal 17 april 2015. I en "bakom kulisserna" film uppladdad på sångarens Youtube-kanal förklarade hon videons koncept: "Jag är ute och kör i min bil - låt oss säga en söndagseftermiddag - och tänker på min man. Jag stannar i en cool, liten pittoresk by där det bor en massa coola människor och sen umgås vi och svettas i en liten bar." Tamia avslutade skämtsamt: "Som en vanlig dag bara, det är så det är."

### Mottagande
En recensent för webbplatsen Singersroom skrev: "Tamia vet att hon är en sexig kvinna så i musikvideon för den sensuella singeln "Sandwich and a Soda" skruvar R&B-veteranen ner hettan med ett besök i en förfallen by som ser ut att komma direkt från en Vilda västern-film. I videon strosar hon runt på gatorna och besöker en bar där hon dansar med lokalinvånarna." Soulbounce var positiv till videon i deras recension och noterade att Tamia inte behövde någon 'milkshake' för att få männen att "flockas". Recensenten skrev: "Likt hennes video för 'Officially Missing You' går sångfågeln runt i en liten by i shorts och ett linne medan hon framför låtens förföriska låttext. Vad som är annorlunda här är att medan hon var söt och nostalgisk i den videon, är hon sexig och het i denna utan att hon behöver skaka på höfterna för att leverera budskapet. Faktum är att det finns några barbröstade män att fästa ögonen på men den största delen av sex appealen står Tamia för med hennes lockande blickar till kameran."

## Format och låtlistor
| 1.           | "Sandwich and a Soda" | 3:13 |
| Total längd: | Total längd:          | 3:13 |

## Topplistor
| Lista (2015)                    | Högsta listplacering |
| ------------------------------- | -------------------- |
| USA Adult R&B Songs (Billboard) | 20                   |

## Utgivningshistorik
| Land            | Datum            | Format              | Skivbolag |
| --------------- | ---------------- | ------------------- | --------- |
| Internationellt | 24 februari 2015 | Digital nedladdning | Def Jam   |
| USA             | 24 februari 2015 | Urban AC-radio      | Def Jam   |